# Angela Stöckl-Wolkerstorfer

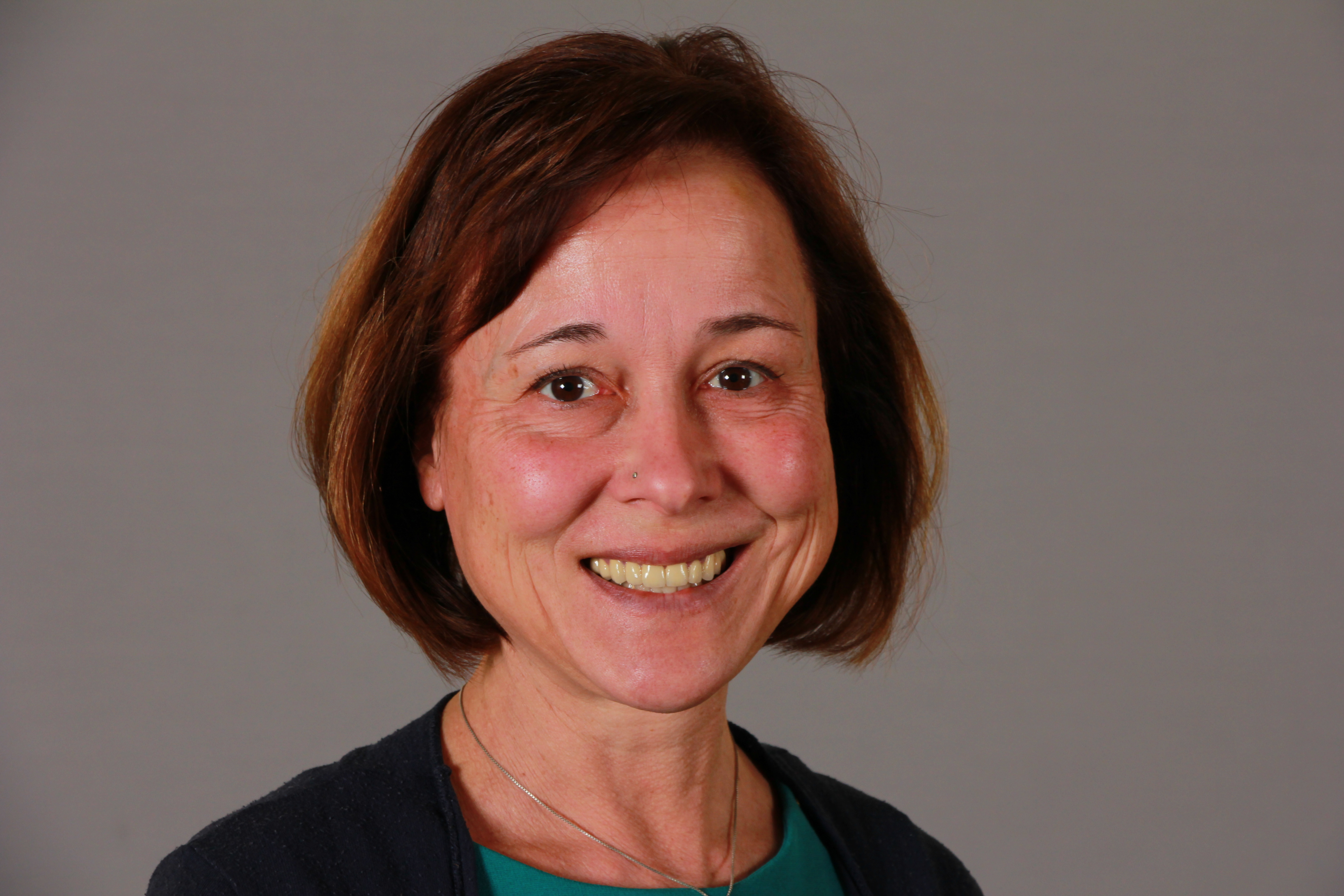
Angela Stöckl-Wolkerstorfer (2017)

Angela Stöckl-Wolkerstorfer (* 7. Februar 1968 in Wien) ist eine österreichische Politikerin (ÖVP) sowie Physiotherapeutin. Sie war von 2013 bis 2018 Mitglied des Österreichischen Bundesrates für Niederösterreich und ist Mutter dreier Töchter.

## Ausbildung und Beruf
Angela Stöckl-Wolkerstorfer besuchte von 1974 bis 1978 die Volksschule in Großebersdorf und absolvierte danach von 1978 bis 1986 das GRG 21 Wien, wo sie auch die Matura ablegte. Des Weiteren bildete sich von 1986 bis 1989 an der Schule für den physiotherapeutischen Dienst in Wien-Ottakring weiter und erwarb 1989 das Diplom als Physiotherapeutin am Wilhelminenspital. Stöckl arbeitete vom 15. März 1989 bis zum 28. Februar 1997 als Physiotherapeutin am Krankenhaus Mistelbach, wobei sie die Leitung der Elektrotherapie innehatte und MTF-Schüler in Elektrotherapie unterrichtete. Seit dem 8. September 1997 ist sie als Physiotherapeutin am Landespflegeheim Mödling tätig.
Am 26. August 2016 heiratete sie Otto Wolkerstorfer, dessen Namen sie seit diesem Zeitpunkt führt.

## Politik und Funktionen
Angela Stöckl-Wolkerstorfer war Mitglied der Jungen Volkspartei und trat 2010 dem Österreichischen Arbeitnehmerinnen- und Arbeitnehmerbund bei. Sie war bis zu ihrem Umzug nach Baden von 2010 bis 2014 Mitglied des Gemeinderates der Marktgemeinde Oberwaltersdorf und zudem Mitglied des erweiterten Gemeindeparteivorstandes der ÖVP Oberwaltersdorf. Sie wurde im September 2011 Ortsleiterin der ÖVP Frauen Oberwaltersdorf und am 24. April 2013 vom Niederösterreichischen Landtag in den Österreichischen Bundesrat entsandt. Seit März 2014 engagiert sie sich in der Stadtleitung der "Wir Niederösterreicherinnen" ÖVP Frauen Baden sowie in deren Bezirksleitung im Bezirk Baden. Im September 2016 rückte sie zudem nach dem Rücktritt von Bürgermeister Kurt Staska für diesen in den Gemeinderat von Baden nach. Als ihre politischen Schwerpunkte nennt Stöckl den Ausbau der Pflegekompetenzzentren, die Förderung von Kindern und Jugendlichen, Kinderbetreuung, Bildungspolitik, eine nachhaltige Gesundheitspolitik und eine „zeitgemäße“ Familienpolitik.
Stöckl-Wolkerstorfer war als Pfarrgemeinderätin von 2012 bis 2017 aktiv und wurde im Februar 2013 beim Sportland Niederösterreich Wettbewerb als Regionssieger für das Industrieviertel mit Oktini (Oberwaltersdorfer Kinderturninitiative, wo sie als Trainerin aktiv ist) nominiert. Zudem war sie im November 2012 Industrieviertelsieger beim VP-internen Wettbewerb der Generationen mit dem Generationencafe der ÖVP Frauen Oberwaltersdorf.
Nach der Landtagswahl in Niederösterreich 2018 schied sie mit 21. März 2018 aus dem Bundesrat aus.